# Mabel Purefoy FitzGerald
Mabel Purefoy FitzGerald  (* 3. August 1872 in Preston Candover, Hampshire, England; † 24. August 1973 in Oxford, England) war eine britische Physiologin und klinische Pathologin, bekannt für ihre Arbeit über die Physiologie der Atmung. Sie wurde 1913 das zweite weibliche Mitglied der American Physiological Society.

## Jugend und Ausbildung
Mabel FitzGerald wurde 1872 in Preston Candover in der Nähe von Basingstoke geboren. Sie wurde zu Hause erzogen, was typisch für Mädchen der Ober- und Mittelschicht in ihrer Zeit war. Im Jahr 1895 starben ihre beiden Eltern und Mabel zog mit ihren Schwestern 1896 nach Oxford. Sie begann, sich selbst in Chemie und Biologie aus Büchern zu unterrichten sowie in den Jahren 1896 bis 1899 am Unterricht der Oxford University teilzunehmen, obwohl es Frauen noch nicht erlaubt war, einen akademischen Grad zu erlangen. Sie setzte ihr Studium an der Universität Kopenhagen, der Cambridge University und der New York University fort.

## Arbeit
Mabel begann mit Francis Gotch an der Physiologie-Abteilung in Oxford zu arbeiten. Gotch half ihr auch, 1906 eine Arbeit durch die Royal Society veröffentlicht zu bekommen.
Von 1904 an arbeitete FitzGerald mit John Scott Haldane an der Messung des Kohlenstoffdioxidpartialdrucks in der menschlichen Lunge. Nach dem Studium der Unterschiede zwischen gesunden und kranken Menschen setzten die beiden die Untersuchung der Auswirkungen der Höhe auf die Atmung fort; es ist diese Arbeit, für die sie am bekanntesten ist. FitzGeralds Beobachtungen über die Auswirkungen von vollständiger Höhenakklimatisierung auf Kohlenstoffdioxidpartialdruck und Hämoglobin bleiben bis heute akzeptiert. Im Jahre 1907 wurde FitzGerald ein Rockefeller-Reise-Stipendium verliehen, das ihr erlaubte, in New York und Toronto zu arbeiten.

## Späteres Leben
Mabel FitzGerald kehrte 1915 ins Vereinigte Königreich zurück, um als klinische Pathologin im Edinburgh-Krankenhaus zu arbeiten, auf einer Position, die aufgrund des Ersten Weltkrieges unbesetzt war. Sie veröffentlichte keine Arbeiten mehr und blieb ohne Kontakt mit der physiologischen Gemeinschaft, auch nach ihrer Rückkehr nach Oxford 1930.
Im Jahr 1961 wurde auf der Hundertjahrfeier der Geburt von Haldane ihre Arbeit wiederentdeckt. Im Jahr 1972, im Alter von 100 Jahren, erhielt sie den Master of Arts ehrenhalber an der Universität Oxford, 75 Jahre nachdem sie dort Vorlesungen besucht hatte. Sie wurde außerdem zum Mitglied der Physiologischen Gesellschaft ernannt.

## Ausgewählte Publikationen
- M. P. FitzGerald, J. S. Haldane: The normal alveolar carbonic acid pressure in man. In: The Journal of Physiology. Band 32, Nr. 5–6, 13. Juli 1905, S. 486–494. PMC 1465735 (freier Volltext). PMID 16992788.
- M. P. FitzGerald: The changes in the breathing and the blood at various high altitudes. In: Philosophical Transactions of the Royal Society of London. Series B, Containing Papers of a Biological Character. Band 203 Nr. 294–302, 1913, S. 351–371, doi:10.1098/rstb.1913.0008.
- M. P. FitzGerald: Further observations on the changes in the breathing and the blood at various high altitudes. In: Proceedings of the Royal Society of London. Series B, Containing Papers of a Biological Character. Band 88, Nr. 602, 1914, S. 248–258, bibcode:1914RSPSB..88..248P, doi:10.1098/rspb.1914.0072.